# Lorenzo Domínguez Pascual
Lorenzo Domínguez Pascual (* Sevilla, 1863 - † Madrid, 9 de desembre de 1926) fou un advocat i polític espanyol, va ser ministre d'Instrucció Pública i Belles arts i d'Hisenda durant el regnat d'Alfons XIII. Fill Predilecte de Carmona.

## Trajectòria política
Membre del Partit Conservador va iniciar la seva carrera política com a diputat per la circumscripció sevillana de Los Alcores a les eleccions generals espanyoles de 1891, escó que obtindria successivament en les següents legislatures fins a la de 1923. A aquesta circumscripció pertanyien les localitats d'Alcalá de Guadaíra, Mairena del Alcor, El Viso del Alcor i Carmona.
Va ser nomenat ministre d'Instrucció Pública i Belles arts al govern que, entre el 5 de desembre de 1903 i el 16 de desembre de 1904, va presidir Antoni Maura. També va ocupar la cartera de ministre d'Hisenda al govern que va presidir Eduardo Dato entre el 5 de maig de 1920 i el 28 de gener de 1921.
També ocuparia el càrrec de Governador del Banc d'Espanya entre novembre de 1913 i gener de 1916, i entre juny i novembre de 1917.